# Marilyn Lima
Marilyn Lima (Burdeos, 28 de septiembre de 1995) es una actriz francesa de cine y televisión, reconocida por su participación en producciones como Une sirène à Paris (2020), Bang Gang (A Modern Love Story) (2015) y Skam France (2018–2020). En 2021 protagonizó el filme Centinela en el papel de Tania, estrenado en la plataforma digital Netflix en el mes de marzo.

## Filmografía

### Cine
| Año  | Título                                   | Papel   | Notas     |
| ---- | ---------------------------------------- | ------- | --------- |
| 2014 | What Doesn't Kill You, Makes You Strange | Joven   | Corto     |
| 2015 | Bang Gang (A Modern Love Story)          | George  |           |
| 2016 | Lena                                     | Lena    | Corto     |
| 2016 | Entre deux mères                         | Alice   | Telefilme |
| 2017 | Grain de poussière                       | Louise  | Corto     |
| 2019 | ConneXion intime                         | Luna    | Telefilme |
| 2019 | Plus jamais je ne t'aimerai              | Marilyn | Corto     |
| 2020 | Une sirène à Paris                       | Lula    |           |
| 2021 | Centinela                                | Tania   | Telefilme |

### Televisión
| Año       | Título              | Papel          | Notas         |
| --------- | ------------------- | -------------- | ------------- |
| 2017      | Des jours meilleurs | Charlie        | 11 episodios  |
| 2018—2020 | Skam France         | Manon Demissy  | 37 episodios  |
| 2021      | J'ai menti          | Pauline Larrea | Posproducción |

### Vídeoclips musicales
| Año  | Título                        | Artista           |
| ---- | ----------------------------- | ----------------- |
| 2015 | "Medulla"                     | GRS Club          |
| 2016 | "Ocean Sun"                   | BENGALE           |
| 2017 | "Blade Down" con Tessa B.     | Synapson          |
| 2018 | "Million Years"               | Hugo Barriol      |
| 2019 | "Bloody Mary"                 | Baptiste W. Hamon |
| 2019 | "Bonnie"                      | Odezenne          |
| 2019 | "We Were Young" con JP Cooper | Petit Biscuit     |